# Ева
Ева (/ ˈiːv /; иврит: חַוָּה, съвременен: Chava, тиберийски: Ḥawwāh; арабски: حَوَّاء, романизиран: Ḥawwāʾ; гръцки: Εὕα, романизиран: Heúa; латински: Eva; сирийски: ܚܘܐ) е фигура в Книга Битие в еврейската Библия, както и фигура в Корана. Според историята за произхода на авраамическите религии, тя е първата жена. Ева е известна и като съпругата на Адам. Според Библията тя е създадена от реброто на Адам (Бит. 2:22). Библейската традиция свързва Ева с грехопадението (Бит. гл. 3) – съблазнена от змията, тя яде от плода на дървото за познаването на добро и лошо и дава от този плод и на мъжа си, Адам. Заради това Ева носи проклятието „Бог рече: ще умножа и ще преумножа скръбта ти, кога си бременна; с болки ще раждаш деца; и към мъжа си ще тегнеш, и той ще господарува над тебе“ (Бит. 3:16).
Според библейския канон, Ева има трима сина – Каин, Авел и Сит (Сет). В апокрифните текстове се споменава и за други техни деца, но в каноничните книги за такива не става дума, въпреки че според двусмислието си библейският текст може да бъде изтълкуван и по този начин.
Според втората глава на Битие Ева е създадена от Бог (Яхве), като я е взел от реброто на Адам, за да бъде другар на Адам. Адам е натоварен да пази и поддържа градината преди нейното създаване; тя не присъства, когато Бог заповядва на Адам да не яде забранения плод – въпреки че е ясно, че тя е знаела за заповедта. Тя се поддава на изкушението на змията да яде забранения плод от дървото на познанието на доброто и злото. Тя споделя плодовете с Адам и в резултат на това първите хора са изгонени от райската градина. Християнските църкви се различават по отношение на начина, по който гледат на непокорството на Адам и Ева към Бога (често наричано грехопадението), и на последиците, които тези действия са имали върху останалата част от човечеството. Християнските и еврейските учения понякога държат Адам (първия човек) и Ева на различно ниво на отговорност за грехопадението, въпреки че ислямското учение държи еднакво отговорни.
По-късните интерпретации влагат допълнителен смисъл, който е предмет на техните собствени тълкувания и, макар да се позовава в повечето случаи на текстовете от Стария завет, те са именно интерпретации, а не разбор на съществуващия текст. Тълкувания има от страна и на основните признати конфесии, и от страна на учения, които се опитват да намерят своята легитимация в рамките на Свещеното писание. Във всички тези случаи Ева е по-скоро символ, а не конкретният, описан в Библията, персонаж.

## Етимология
Ева на иврит е Ḥawwāh и най-често се смята, че означава „жив човек“ или „източник на живот“, тъй като е фонетично подобна на ḥāyâ, „да живееш“, от семитския корен ḥyw.
Hawwāh е сравняван с хурийската богиня Кеба, която е показана в писмата на Амарна, за да бъде почитана в Йерусалим през късната бронзова епоха. Предполага се, че името Кеба може да произлиза от Кубау, жена, която е първият владетел на Третата династия на Киш.
Богинята Ашера, съпруга на Ел, майка на елохим от първото хилядолетие пр. Н. Е. Получила титлата Chawat, от което произлиза името Hawwah на арамейски, Eve на английски.
Предполага се, че еврейското име Ева (חַוָּה) също има прилика с арамейска дума за „змия“ (староарамейски език חוה; арамейски חִוְיָא). Произходът на тази етимологична хипотеза е равинската игра на думи, която присъства в Битие Раба 20:11, използвайки сходството между Евр. Чавва и Арам. Независимо от равинската идеологическа употреба, учени като Юлиус Уелхаузен и Теодор Ньолдеке се аргументираха за етимологичната му значимост.

## В Битие
В Битие 2: 18 – 22 жената е създадена да бъде ezer ki-negdo – термин, който е особено труден за превод, на мъжа. Ки-Негдо означава „заедно с него, срещу него, негов партньор“, а езер означава активна намеса от името на другия човек.Жената се нарича ишах, жена, с обяснение, че това е така, защото е взета от иш, което означава „мъж“; двете думи всъщност не са свързани. По-късно, след като историята за Градината приключи, тя ще получи име, Шава (Ева). Това означава „да живееш“ на иврит, от корен, който може да означава и „змия“. Дългогодишната екзегетична традиция твърди, че използването на ребро от мъжката страна подчертава, че и мъжът, и жената имат еднакво достойнство, тъй като жената е създадена от същия материал като мъжа, оформена и дадена на живот чрез същите процеси. Всъщност думата, традиционно преведена на английски „ребро“, може да означава и странична, камерна или греда.Rib е игра на думи на шумерски, тъй като думата „ti“ означава както „ребро“, така и „живот“.
Бог е създал Ева от „אַחַת מִצַּלְעֹתָיו“ (цела), традиционно преведено като „едно от ребрата му“. Терминът може да означава крива, накуцване, премеждия и страна. Традиционното четиво беше поставено под въпрос от феминистки теолози, които предлагат вместо това да се представя като „странично“, подкрепяйки идеята, че жената е равна на мъжа, а не му е подчинена. Неотдавнашно предложение, базирано на наблюдения, че мъжете и жените имат еднакъв брой ребра, предполага, че костта е бакулум, малка структура, открита в пениса на много бозайници, но не и при хората.
Независимо от това, образът на Ева е широко употребяван в най-различни области – изобразително изкуство, музика, философия, литература и т.н.